# Уржумский спиртоводочный завод
ОАО «Уржумский спиртоводочный завод» — производитель  крепких спиртных напитков в Кировской области, крупнейший в регионе. Градообразующее предприятие города Уржума.
По собственным данным, по итогам 2017 года является одним из крупнейших  налогоплательщиков Кировской области.

## Руководство и акционеры

### Акционеры
- ООО «Партнер» — более 20 %
- ООО «Сармат» — более 20 %
- ООО «Пригородное» — более 20 %
- ООО ТД «Уржумка» — более 20 %

### Руководство
- Подоплелов Егор Сергеевич — Генеральный директор
- Маклаков Александр Анатольевич — член совета директоров
- Кириллов, Владимир Михайлович — член совета директоров
- Орлов, Сергей Валерьевич — член совета директоров
- Полетаеева, Сария Фатыховна — член совета директоров
- Шамсеев, Денис Борисович — член совета директоров
- Ярмола, Андрей Сергеевич — член совета директоров

## История
Первую продукцию Уржумский казённый винный склад выпустил в 1901 году. После революции преобразован в спиртоводочный завод. Во время антиалкогольных компаний специализировался на выпуске спирта и спиртовых лекарственных средств.

## Продукция
- Пищевой спирт категории "АЛЬФА", "ЛЮКС" и "ВЫСШЕЙ ОЧИСТКИ"
- Водки и Водки особые
- Настойки горькие и сладкие
- Бальзамы